# 譚玉瑛
譚玉瑛（英語：Helen Tam Yuk Ying，1962年11月27日—），暱稱譚玉瑛姐姐、阿譚，香港女藝人、曾為無綫電視部頭合約女藝員，曾長期擔任電視兒童節目主持人，後轉任顧問。

## 背景

### 早年生活
譚玉瑛有1姊1兄1弟1妹，早年在香港島鰂魚涌太古船塢宿舍生活，後來移居北角邨中座，祖父是太古船塢的會計文員，父親則是船塢的運輸部管工。她曾就讀太古小學，於1974年入讀文理書院（香港），當時其胞兄與胞姊皆為校友。她在校時曾是戲劇組的成員。譚玉瑛於1979年中五畢業，同屆同學有前無綫電視著名監製鄧特希。中五會考時因只取得及格成績而未能升讀預科，她於是先報讀船務工程，但進修中心職員指她太瘦弱，不能做勞動工作；結果她又到明愛中心報考建築課程，不過當時職員認為她只有90磅，建議她修讀秘書課程。
1979年，無綫電視開辦第九期藝員訓練班，她心想可以學魔術，加上不喜歡秘書一類靜態工作，而且喜歡學習新事物，便嘗試報讀。同屆同學有苗僑偉、黃日華、馮耀宗、李青山、姚鳳絲等。畢業後，她曾安排在1981年劇集《佛山贊先生》擔任妹仔的小角色。

### 主持電視兒童節目
1982年4月起，譚玉瑛臨危受命頂替突然退出之方家瑩主持啟播不久的兒童節目《430穿梭機》，並於4月26日起播出其主持的節目，隨後無綫電視每隔數年至十年，會改組一次兒童節目，由1989年《閃電傳真機》、到後來的《至NET小人類》及《放學ICU》（至2014年），她是唯一主持過《430穿梭機》後全部兒童節目的主持人，共計主持了32年，被視為香港及澳門70後至千禧後世代集體回憶中的標誌人物。在兒童節目中，她曾飾演眾多角色，其中以女巫「烏卒卒」最為知名，教導兒童觀眾學習英文生詞。
她曾與多名主持合作，當中包括430穿梭機主持龍炳基、梁朝偉、周星馳、曾華倩、藍潔瑛、張國強、鄭伊健、黎芷珊及閃電傳真機的第一代主持麥長青、朱茵、黃智賢、梁詠琳、第二代主持伍文生等。雖然她沒有巨星般的受歡迎程度，但「譚玉瑛」已成為香港膾炙人口的名字。2000年TVB長期服務暨傑出員工榮譽大獎頒獎典禮上領取服務20年金牌，並於2010年獲得30年金牌。此前，她在2000年曾傳出被無綫停止續約，後證實是虛驚一場。2004年無綫策劃新兒童節目《放學ICU》時，曾盛傳她因為出鏡次數頻繁（「爆騷」）且出鏡費用昂貴，將被無綫停止續約。這宗消息在香港引起小風波，傳媒連續報道她的動向、多位藝人挺身支持她，最後無綫起用她為《放學ICU》的校長。及後於2009年，譚玉瑛曾因被指是「爆騷王」而幾乎遭辭退，後因觀眾及網友強烈反對而逃過一劫，然而至2014年時因為無綫電視以求兒童節目主持人年輕化為由，一度傳出合約快到期的譚玉瑛將會不被續約，並被時任製作部非戲劇製作總監（綜藝科總監）余詠珊建議轉為幕後顧問，報導一出，立即引起大部份網民不滿。當年無綫一方洽談代表樂易玲表示目前雙方仍在洽談，並斥報道誤導，與傳聞是兩回事；至同年4月18日譚玉瑛正式退出兒童節目主持人之列。
由於譚玉瑛是廣大兒童及青少年的偶像，因此很多以學生為主要服務對象之機構都邀請她拍攝廣告或宣傳片。她曾於香港考試及評核局的《DSE迷思》系列飾演譚校長，向考生講解香港中學文憑考試考生須知及評卷程序，以釋除考生疑慮。

### 近年發展
於離開兒童節目後，無綫電視曾安排她任《東張西望》資訊節目記者，其後改為主持飲食節目，亦有參演電視劇。香港兒童節目標誌性人物的譚玉瑛在轉型為飲食節目主持後卻令其登上事業的另一高峰。與李家鼎主持的《阿爺廚房》因為食材地道及以懷舊廣東菜為主而大受歡迎，現時該節目已經做到第五輯。
2025年2月她因為認為自己還可以跑樓梯，結果在樓梯上跌倒而導致斷腳。曾入院接受治療，現在回家休養。

## 個人生活
譚玉瑛的初戀男友周震聲（Stephen）是她讀中三時的一位數學科代課老師，現於政府化驗所任職化驗師。離開中學後，因一直都有找他補習因此慢慢培養出感情。他們一拍拖便是三十多年，其後於二十多年前共諧連理。另外，雖然她長期主持兒童節目，但於多次接受報章訪問時皆稱自己並不特別喜歡孩子，所以兩人並無計劃有孩子。目前與男友在愉景灣過同居生活。二人志趣相投愛美食美酒。

## 演出作品
*以下列表只記錄譚玉瑛演出過的影視作品，若有遺漏，請協助補充相關資料。

### 電視劇（無綫電視）
| 首播   | 名稱              | 角色               | 備註    |
| 1980年 | 親情              | 青／彤工友         |         |
| 1980年 | 千王之王          | 記者               |         |
| 1980年 | 上海灘龍虎鬥      | 鄧福之女           |         |
| 1981年 | 佛山贊先生        | 妹仔               |         |
| 1981年 | 飛越十八層        | 護士               |         |
| 1981年 | 荳芽夢            |                    |         |
| 1981年 | 前路              |                    |         |
| 1981年 | 富貴榮華          | 參賽者             |         |
| 1982年 | 神女有心          |                    |         |
| 1982年 | 星塵              | 女學生             |         |
| 1982年 | 萬水千山總是情    | 阿炳妻子           |         |
| 1986年 | 赤腳紳士          |                    |         |
| 2003年 | 律政新人王        | 李美利             |         |
| 2006年 | 老馮日記          | 譚玉瑛             | 客串    |
| 2009年 | 大冬瓜            | 皇母娘娘／銅鑼仙子 |         |
| 2010年 | 天天天晴          | 譚玉瑛             | 客串    |
| 2011年 | 你們我們他們      | 陸婆               |         |
| 2014年 | 老表，你好hea！   | 譚玉瑛             | 客串    |
| 2015年 | 愛·回家 (第一輯)  | 岳姑娘             | 客串    |
| 2017年 | 雜警奇兵          | 張惠嫦             |         |
| 2018年 | 愛·回家之開心速遞 | 老闆娘             | 第308集 |
| 2018年 | 是咁的，法官閣下  | 蕭瑤珠             |         |
| 2021年 | 欺詐劇團          | Madam Yu           |         |
| 2022年 | 青春不要臉        | 譚玉櫻             |         |

### 電影
- 2000年：《魔影2000》 飾 看顧男主角成長的社工
- 2001年：《百分百感覺2》 飾 譚玉瑛姐姐（葛民輝傾慕對象）
- 2015年：《哪一天我們會飛》 飾 英仁書院副校長
- 2016年：《三人行》 飾 吳太
- 2016年：《此情此刻》 飾 史提芬
- 2017年：《那一年，我17》 飾 培育中學校長
- 2022年：《闔家辣》 飾 陳美貞之姊
- 2023年：《七月返歸》 飾 鍾婆
- 2023年：《白日之下》 飾 水哥女兒
- 2024年：《爸爸》飾 小欖精神病治療中心駐院精神科醫生

### 節目主持（無綫電視）
- 1982年－1989年：430穿梭機
- 1989年－1999年：閃電傳真機
- 2000年－2004年：至NET小人類
- 2005年－2014年：放學ICU
- 2014年：好在一個人
- 2014年－2016年[15]：東張西望
- 2016年：區區開伙
- 2016年：阿爺廚房
- 2017年：阿爺廚房（第二輯）
- 2017年：阿爺big big廚房
- 2018年：香港原味道
- 2018年：阿爺廚房（第三輯）
- 2018年：香港原味道（第二輯）
- 2019年：阿爺賀歲攻略
- 2019年：香港原味道（第三輯）
- 2019年：8個香港
- 2019年：阿爺廚房（第四輯）
- 2019年：台灣原味道
- 2020年：香港原味道（第四輯）
- 2020年：阿爺廚房（第五輯）
- 2020年：鼎爺做節攻略
- 2021年：童你一起長大了
- 2023年：請1日假去旅行 - 廣州、中山、江門篇

### 節目主持（ViuTV）
- 2025年：佛系迎新小隊

### 節目嘉賓（無綫電視）
- 2013年：May姐有請
- 2015年：精伶童學會
- 2016年：男人食堂
- 2016年：夜宵磨
- 2016年：Do姐有問題
- 2016年：Ben Sir學堂
- 2017年：千奇百趣特工隊
- 2017年：最緊要好好玩 消暑版
- 2017年：終極街頭魔法王
- 2018年：TVB 50+1周年再出發
- 2018年：TVB 50+1再出發節目巡禮2019
- 2019年：娛樂大家 (無綫電視節目)

### 旁白
- 2012年：世界文化遺產（第五輯、無綫電視）
- 2016年：香港故事－職外高人：在夢和汗之間（香港電台）

### 配音
- 2015年：《玩轉腦朋友》 飾韋莉媽媽
- 2017年：《天使愛芭蕾》 飾卡妙母親
- 2024年：《玩轉腦朋友2》 飾韋莉媽媽

### 舞台劇
- 2011年：《寒武紀與威士忌》

### 單元劇
- 2022年：獅子山下-我們之間《七十》（香港電台）

### 演唱會（表演嘉賓）
- 2014年10月24-26日：張敬軒HINS LIVE IN PASSION演唱會（香港體育館）

### 音樂
- 2014年（派台歌）：張敬軒 - 青春常駐《HINS LIVE IN PASSION 2014》（featuring 譚玉瑛／烏卒卒）
- 2018年（MV）：鄧健泓 - 那年。某日

### 電台節目
- 2014年至今：《每一個晚上》DBC數碼二台Me2（逢星期一至五晚上八點至十點）

### 廣告及宣傳片
- 2017年 向日葵纖體美容：瘦之大學Professor
- 2017年 香港存款保障委員會：烏卒卒（聲音演出）
- 2017年 香港考試及評核局：《DSE迷思》系列  （页面存档备份，存于）
- 2020年 衞生署衞生防護中心：接種疫苗防流感
- 2020年 同心堂
- 2024年 維特健靈目清素

## 外部連結
- 譚玉瑛的Facebook專頁
- 譚玉瑛的Instagram帳戶